# Obus elizabethae
Obus elizabethae är en insektsart som först beskrevs av Banks 1911.  Obus elizabethae ingår i släktet Obus och familjen myrlejonsländor. Inga underarter finns listade i Catalogue of Life.